# Centrale nucléaire de Nogent
La centrale nucléaire de Nogent est située dans la commune de Nogent-sur-Seine, sur la rive droite de la Seine, dans l'ouest du département de l'Aube (région Grand Est). Elle se situe à 50 km à l'ouest de Troyes et à 110 km au sud-est de Paris. La centrale compte deux unités de production de type réacteur à eau pressurisée (REP) de 1 310 MW.

## Présentation générale

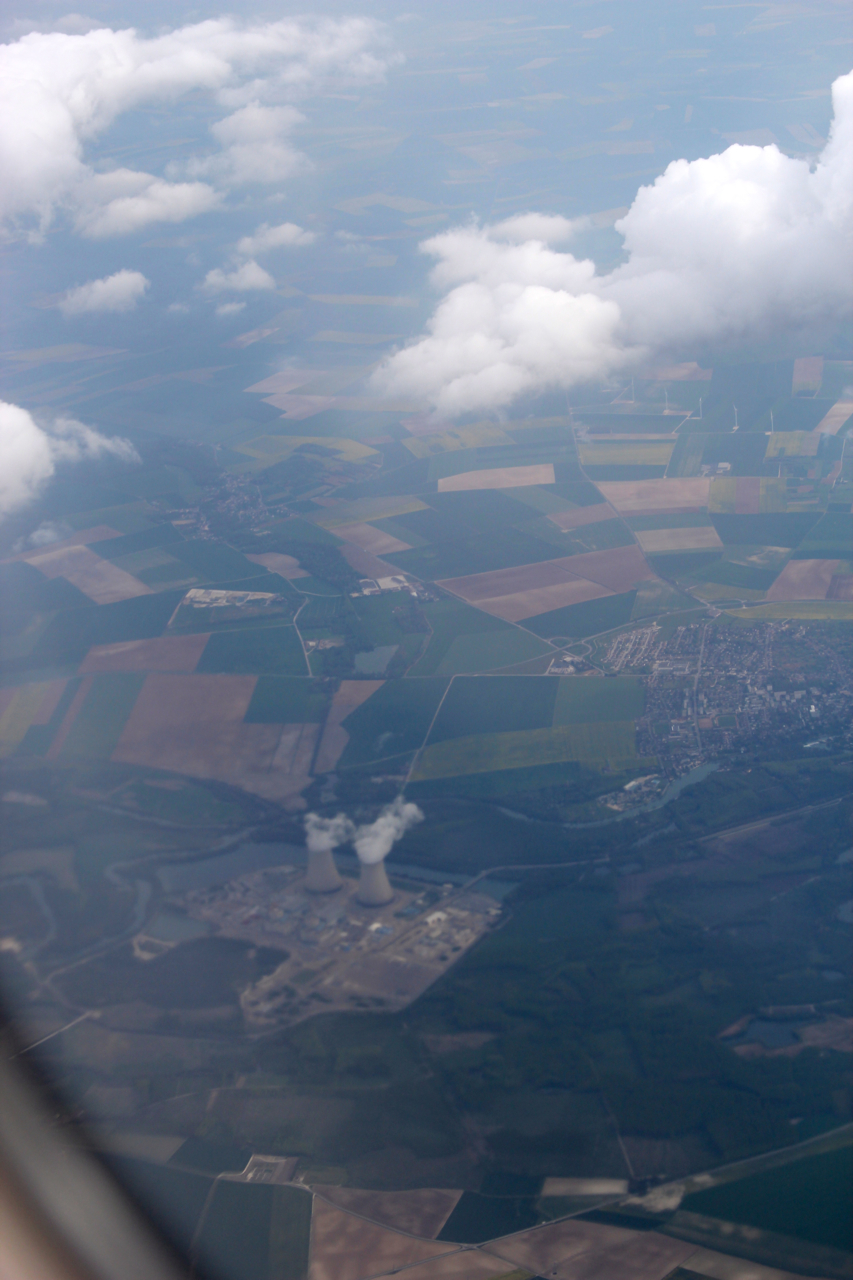
Vue d'avion de la centrale.

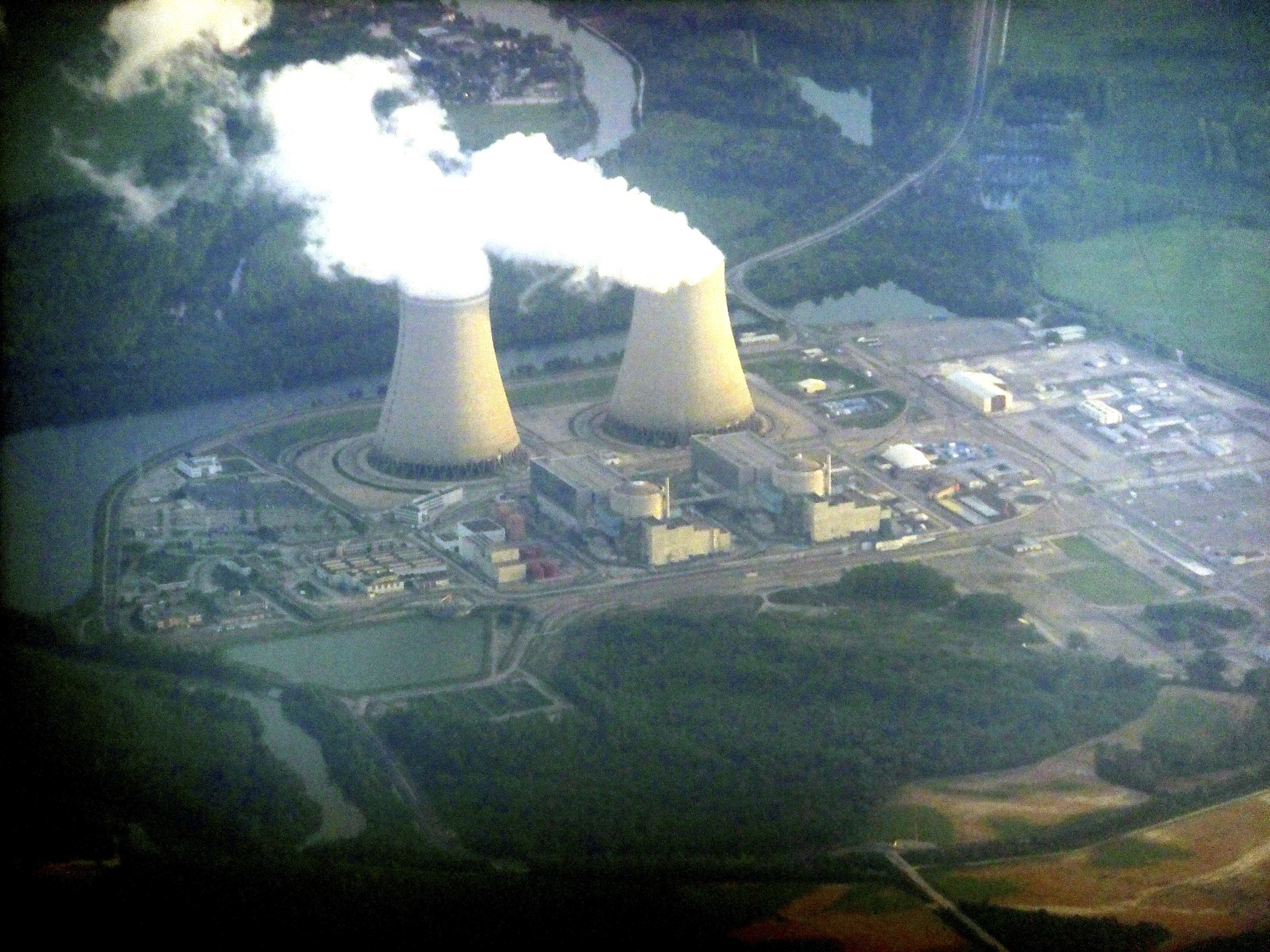
Autre vue d'avion.

Les deux réacteurs nucléaires appartenant au palier P'4 développent une puissance unitaire de 1 310 MW.
Chaque réacteur dispose de sa tour de refroidissement de 165 m de haut, soit les plus hautes après celles de Civaux, Golfech, Cruas, Belleville et Dampierre.
Le terrain, d'une superficie de 212 ha et situé à une altitude de 63 m, était prévu, à l'origine du projet, pour pouvoir supporter quatre tranches similaires.
Mises en service en 1988 et 1989, les deux tranches produisent en moyenne 16 milliards de kWh (16 TWh) par an, soit un tiers de la consommation annuelle d'électricité de la région Île-de-France. La centrale nucléaire de Nogent emploie près de 700 personnes.
Les prises d'eau en Seine pour le refroidissement sont de la plus haute importance pour la sûreté de l'installation. La surveillance de l'eau aval fait l'objet d'un double contrôle par le laboratoire CRECEP (Eau de Paris).
Le contrôle de la radioactivité de l'air environnant est effectué par l'exploitant.

## Caractéristiques des réacteurs
Les caractéristiques des réacteurs en service sont les suivantes :
| Nom du réacteur | Modèle       | Capacité [MW]   | Capacité [MW] | Capacité [MW] | Exploitant | Constructeur | Début de construction | Raccordement au réseau | Mise en service commerciale |
| Nom du réacteur | Modèle       | Thermique (MWt) | Brute (MWe)   | Nette (MWe)   | Exploitant | Constructeur | Début de construction | Raccordement au réseau | Mise en service commerciale |
| --------------- | ------------ | --------------- | ------------- | ------------- | ---------- | ------------ | --------------------- | ---------------------- | --------------------------- |
| Nogent-1        | P'4 REP 1300 | 3 817           | 1 363         | 1 310         | EDF        | Framatome    | mai 1981              | octobre 1987           | février 1988                |
| Nogent-2        | P'4 REP 1300 | 3 817           | 1 363         | 1 310         | EDF        | Framatome    | janvier 1982          | décembre 1988          | mai 1989                    |

## Risque incendie
Le site compte 4 800 détecteurs d'incendie.

Au cours de l'exercice réalisé à la centrale nucléaire de Nogent par l'Autorité de sûreté nucléaire (ASN) le 2 octobre 2001, il a été constaté que plus de 50 minutes se sont écoulées entre le moment du déclenchement de l'alerte incendie et l'arrivée sur place de l'équipe de deuxième intervention. Quatre mois après cet exercice, une nouvelle inspection permet de constater que plus de 45 minutes sont encore nécessaires, les mesures prises entre-temps par EDF s'étant avérées insuffisantes. L'ASN a donc prononcé en avril 2002 une « mise en demeure » au site de Nogent pour qu'il améliore les conditions de lutte contre les incendies.
Chaque semaine est organisé un exercice incendie avec des agents de la centrale et les secours extérieurs.

## Maintenance
La maintenance est effectuée en permanence à la centrale de Nogent. Elle se décompose en deux parties :
- la maintenance régulière qui se fait tout au long de l'année, que la centrale soit en fonctionnement ou à l'arrêt (ex. : graissage de pompe, remplacement de petit matériel) ;
- la maintenance plus lourde qui nécessite l'arrêt de la centrale. Cette-ci maintenant est effectuée lors des arrêts simple rechargement (quarante jours), des visites partielles (soixante jours) et des visites décennales (plus de trois mois).

Les dernières visites décennales de la centrale de Nogent se sont déroulées en 2009 pour le réacteur no 1 et en 2010 pour le réacteur no 2.
Pour ces activités de maintenance, les salariés d'EDF sont appuyés par de nombreux prestataires. Ils réalisent les activités d'assistance aux chantiers (pose d'échafaudage, préparation de chantier, radioprotection, etc.), des activités de soudage, de génie civil, de mécanique et d'électricité. 
En juin 2012, le réacteur no 1 a été mis à l'arrêt pour procéder au renouvellement du tiers de son combustible et réaliser la maintenance des matériels pendant environ 45 jours. En septembre 2012, le réacteur no 2 est entré en visite partielle. Les 700 salariés EDF du site ont participé à cette opération avec environ 2 000 salariés d'entreprises prestataires.

## Incidents

### Décembre 1990: mort d'un plongeur
Le 13 décembre 1990, un plongeur effectuant une opération de détartrage des tuyauteries a été tué à la suite du redémarrage d'une pompe dans le circuit où il intervenait.

### Août 1999: assemblage bloqué
Le 19 août 1999, l'un des 193 assemblages est resté accroché aux internes supérieurs lors des opérations de déchargement du combustible nucléaire du cœur du réacteur no 1. Le bâtiment réacteur a été évacué et interdit d'accès pendant un mois, durée qui s'est avérée nécessaire pour étudier et construire un mécanisme permettant de décrocher l'assemblage. L'incident a été reclassé au niveau 1 de l'échelle INES par l'Autorité de sûreté nucléaire.

### Février 2006: inondation des salles des machines
La nuit du 18 au 19 février  2006, un incident classé niveau 1 ayant conduit à l'arrêt des réacteurs no 1 et 2 et le déclenchement du plan d'urgence interne (PUI) s'est produit. La rupture d'une canalisation de retour d'eau de la tour d'aéroréfrigération de la tranche 2 (d'un diamètre de 3,2 m et située sous la salle des machines), a occasionné un écoulement d'eau dans le sol inondant le niveau −4 m, en zone non nucléaire, puis le niveau −6 m, noyant les câbles électriques d'alimentation de la voie A en menaçant d'entraîner une perte du refroidissement à l'arrêt alors que le refroidissement principal était déjà hors-service. Cette eau s'est infiltrée dans la galerie générale et a envahi aussi le niveau -4m de l'autre tranche. Les 2 réacteurs ont été mis en sécurité très rapidement. Cet incident aurait pu conduire à une perte totale du système de refroidissement des 2 tranches,

### Décembre 2011: intrusion de neuf antinucléaires
Le 5 décembre 2011, neuf militants de l'organisation non gouvernementale Greenpeace se sont introduits dans la centrale nucléaire de Nogent et deux d'entre eux ont pu atteindre le sommet du dôme d'un réacteur nucléaire. En juillet 2012, le général Jacques Mignaux annonce que la gendarmerie nationale a mis l'accent sur le renseignement à la suite des intrusions de Greenpeace.

### Février 2014: mise hors service erronée d'une alarme
Le 1er février 2014, lors de l'arrêt du réacteur no 2 pour un contrôle périodique, une alarme du système de surveillance du flux neutronique a été, à plusieurs reprises pendant six heures, mise hors service de façon inappropriée ; cet incident a été classé au niveau 1 de l'échelle INES.

### Mars 2014: réglage défectueux d'une alarme
Le 15 mars 2014, lors de l'arrêt du réacteur no 2 pour effectuer le renouvellement partiel du combustible, un écart au niveau d'une alarme du système de surveillance du flux neutronique a été constaté ; cet incident a été classé au niveau 1 de l'échelle INES.

## Crues de la Seine
Lors de la crue de la Seine en mai 2013, la centrale de Nogent a fonctionné normalement, seuls quelques branchages ont légèrement obstrué des entrées de puisage de pompes.